# Vickers Type 23
Les dirigeables militaires Vickers type 23 ou 23 Class Airship en anglais, sont quatre dirigeables rigides britanniques construits durant la Première Guerre mondiale.

## Développement
En juin 1915, l’Amirauté britannique s’intéressa à nouveau aux dirigeables rigides et la firme Vickers ayant acquis une certaine expérience dans ce domaine avec le No.9 (en), il parut logique de s’adresser à elle. Le 28 août 1915 Vickers se vit donc notifier un contrat portant sur le développement d’un nouveau dirigeable dérivé du No.9, désigné Type 23. Le projet présenté par H.B. Pratt fut approuvé le 16 octobre 1915, une série de 17 dirigeables étant inscrite au budget de l’Amirauté. En janvier 1916 Vickers lança la construction du No.23 dans son hangar à dirigeables de Walney Island (Barrow-in-Furness) et en avril la construction de 10 appareils supplémentaires à produire par Vickers, Beardmore, Armstrong Whitworth et Short Brothers fut autorisée. Mais il apparut rapidement que le Type 23 était dépassé par les dernières productions allemandes et seuls 4 exemplaires furent confirmés : Outre le No.23 Vickers, dont les installations de Walney Island étaient assez large pour loger deux dirigeables côte-à-côte, reçut commande d’un second exemplaire (No.26). Les deux derniers appareils devaient être construits par Beardmore (No.24), qui venait d’ouvrir un local à dirigeables à Inchinnan, au bord de la Clyde, et par Armstrong Whitworth (No.25) dans le nouveau hangar à dirigeables de Barlow, près de Selby (North Yorkshire). L’Amirauté reporta ses espoirs sur le Type 23X (en), en cours de construction et les futurs Dirigeable Type R31 (en).

## Description
Les dirigeables Vickers Type 23 se présentaient comme une version agrandie du No.9 (en). Ils affichaient donc le même diamètre, des couples espacés de 30 pieds (9,1 m) et tenus par 17 longerons, le matériau utilisé étant essentiellement le duralumin. Une cellule de gaz était ajoutée au centre, portant la capacité à 28 250 m3. Une quille de section en V était maintenue, mais elle était élargie au centre pour loger une soute à bombes, un local de repos, une chambre radio et des toilettes. La principale différence portait sur la forme de la poupe, sensiblement plus arrondie pour accroître le volume de gaz à défaut d’allonger l’enveloppe, dont la taille était conditionnée par la longueur du hangar de Walney Island. Le Type 23 était propulsé par 4 moteurs Rolls Royce Eagle I de 250 ch répartis dans trois gondoles suspendues sous l’enveloppe : un moteur entraînant deux hélices orientables dans les gondoles avant et arrière, deux moteurs entraînant chacun une seule hélice fixe dans la gondole centrale. La gondole avant recevait également les commandes principales, un poste de secours étant aménagé dans la gondole arrière. Le contrôle en vol était assuré par des surfaces cruciformes type Schütte-Lanz (en).

## Des dirigeables décevants
Le Vickers No.23 fit son premier vol le 19 septembre 1917. Les No.24 et No.25 furent achevés en octobre et le No.26 prit l’air à son tour le 20 mars 1918. Force fut de constater que les dirigeables Vickers Type 23 affichaient des performances à peine supérieures aux Zeppelin L3 en service en Allemagne au début de la guerre. Outre ces performances insuffisantes, ils manquaient sérieusement de charge utile et les tentatives pour y remédier échouèrent. Ils n’en accumulèrent pas moins 9 780 heures de vol, soit plus de la moitié du total effectué par les dirigeables rigides britanniques durant la Première Guerre mondiale. Considérés essentiellement comme des appareils expérimentaux, ces quatre dirigeables furent envoyés à la ferraille entre mars (No.26) et décembre (No.24) 1919.

## Utilisation des ballons de sa Majesté
Mis en œuvre par la Royal Navy, les dirigeables britanniques furent considérés comme des navires et, à l'instar des bateaux dont le nom est précédé du sigle HMS, reçurent la désignation HMA (His Majesty's Airship) devant leur serial. Les aérostats rigides étaient identifiés par un suffix 'r', qui devint un 'R' situé avant le sérial à partir de 1918.
- HMA 23r : Mis en chantier par Vickers à Barrow-in-Furness en janvier 1916, le prototype vit sa construction retardée par des problèmes d’approvisionnement liés à l’insurrection en Irlande. Il effectua son premier vol le 19 septembre 1917. Sa charge utile se révélant très insuffisante, on supprima un certain nombre d’équipements à bord, puis la gondole arrière fut remplacée par une nouvelle gondole sans poste de commande de secours et avec un moteur Maybach de 240 ch provenant de l’épave du Zeppelin L 33. Le 6 décembre 1917 il survola Londres, créant un moment de panique puis une explosion patriotique, les couleurs anglaises étant nettement visibles sur le dirigeable.

Après avoir testé en vol un canon défensif à tir rapide utilisant des obus de 900 grammes, le No.23 fut utilisé pour des essais d’emport d’un monoplace de chasse suspendu entre les deux gondoles avant. Dès juin 1918 un Sopwith 2F.1 Camel sans pilote à bord est largué en vol. Quelques jours plus tard le Lt R.E. Keys décrocha son Camel du No.23 et se posa sans difficulté. Le 6 novembre ce sont deux Camel pilotés qui furent largués avec succès au-dessus de Great Yarmouth.
En novembre 1918 il survola la flotte sous-marine allemande se rendant dans le port de Harwich et en mars 1919 servit à la mise au point de mâts d’amarrage pour dirigeables. Le 23r fut envoyé à la ferraille en septembre 1919 à Pulham, totalisant 321h 30 min de vol.
- HMA 24r : Construit par Beardmore à l’Inchinnan Airship Constructional Station (Renfrewshire), le second Type 23 prit l’air le 24 octobre 1919 et pesait environ 680 kg de plus que les 23r et 25r, Beardmore ayant utilisé des profilés de section légèrement supérieure. Le dirigeable pouvait donc tout juste survoler en sécurité la campagne écossaise mais le hangar d’Inchinnan devait être dégagé d’urgence pour y lancer la construction du R34. Il fut donc décidé de supprimer le moteur et le poste de commande de secours de la gondole arrière, ce qui limitait la vitesse maximale à 56 km/h. Resté trimoteur, le No.24 fut envoyé à la ferraille à Pulham en décembre 1919 avec seulement 192h 53 min de vol[1].

- HMA 25r : Achevé par Armstrong Whitworth à Barlow (North Yorkshire) seulement cinq semaines après le No.23, le No.25 était aussi plus lourd que prévu et perdit son moteur arrière avant d’effectuer son premier vol le 14 octobre 1917. Ce dirigeable se révéla aussi très instable et raison d’un problème de jerk dans ses cellules de gaz. Il fut pourtant accepté le 23 novembre 1917 par le RNAS. Il fut finalement envoyé à la ferraille à Cranwell en septembre 1919 après 225 h 5 min de vol[1].

- HMA R26 : Dernier dirigeable Type 23 mis en construction, et premier à être identifié par le préfixe "R" (Rigide), le No.26 était à un stade peu avancé de sa construction quand on découvrit les problèmes de ‘surpoids’ de ses prédécesseurs. Il bénéficia donc d’une attention toute particulière durant sa construction, ce qui lui permit de tenir l’air durant 40 heures et 40 minutes entre les 4 et 5 juin 1918. Après avoir accompagné le No.23 au-dessus de Harwich en novembre 1918 il fut utilisé pour des essais d’arrimage de dirigeables hors hangars. Il effectua sa dernière sortie le 19 février 1919. Gravement endommagé par un orage de neige il fut jugé irréparable et envoyé à la ferraille le 10 mars 1919 après avoir totalisé 238 h 27 min de vol[1].